# Lorik Cana
Lorik Agim Cana (n. 27 iulie 1983, Pristina, Iugoslavia) este un fotbalist albanez. Este de asemenea și căpitanul echipei naționale de fotbal a Albaniei.

## Carieră de club

### Tineretul
Tatăl lui Lorik l-a îndrumat către sport, deoarece și el a avut experiență fotbalistică. În 1997 se alătură echipei Dardania Lausanne din comunitatea locală Lausanne, unde tatăl său este antrenor. Acesta a evoluat timp de 3 ani în Albania până când a fost racolat de francezii de la PSG.

### PSG
Înainte să ajungă la PSG, acesta a fost în probe la Arsenal dar nu i s-a putut elibera o viză așa că a decis să se transfere în Franța. Cana și-a petrecut 3 ani din carieră la Paris, unde a început să fie titular din 2003, devenind unul dintre cei mai importanți jucători. Sezonul 2003-2004 a fost unul din cele mai prolifice pentru el: a jucat 32 de meciuri și a înscris o dată, câștigând Cupa Franței și fiind vicecampion cu PSG. Următorul sezon a fost identic din punctul de vedere al aparițiilor și al golurilor marcate. Este de apreciat faptul că la primul său meci la echipa mare a lui PSG a fost desemnat Omul Meciului.

### Olympique Marseille

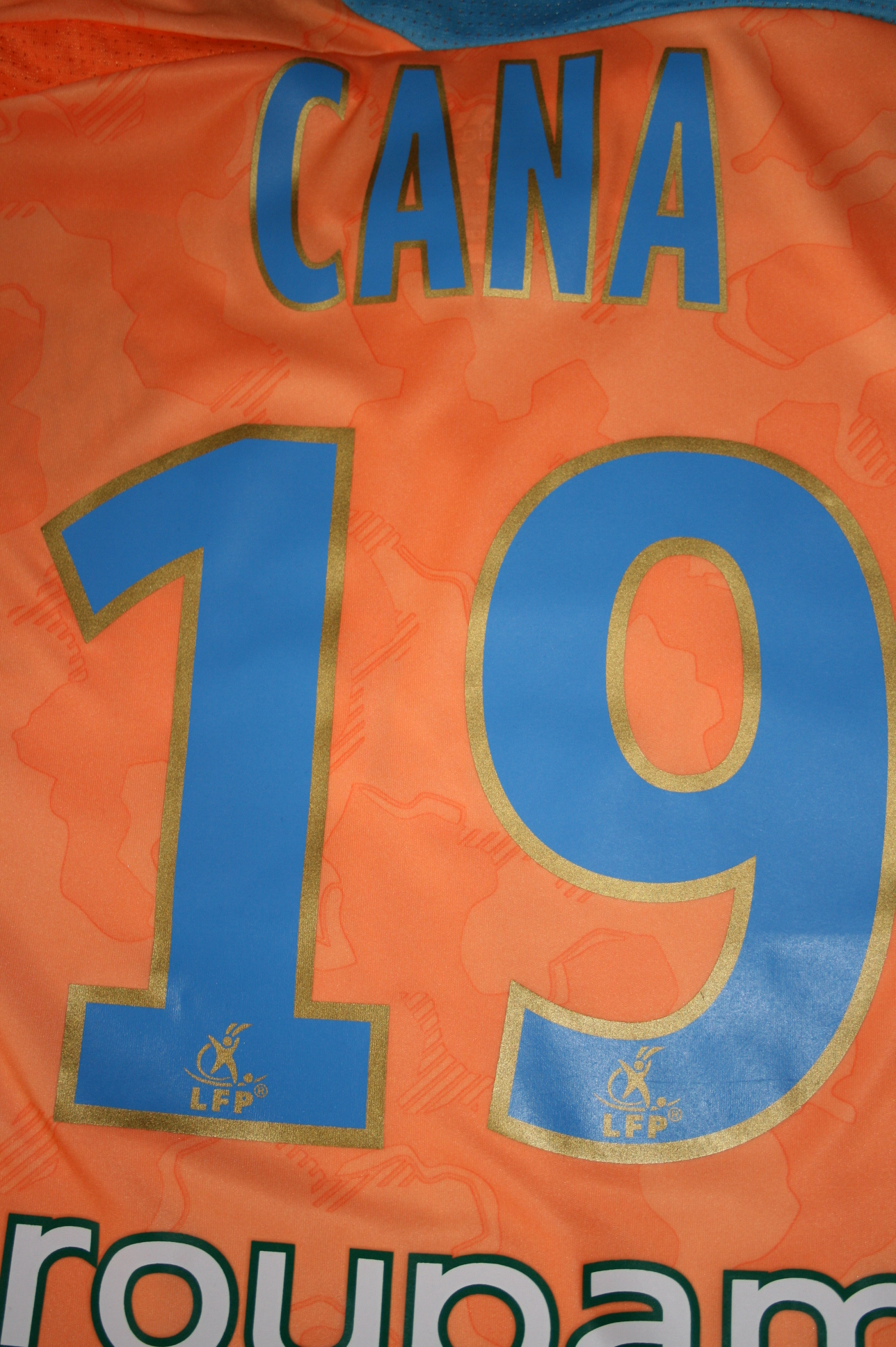
Tricoul lui Cana la Marseille

În sezonul 2005-2006 acesta a părăsit formația din capitala Franței din cauza schimbării de antrenor, simțind că nu mai este favorit. Acesta și-a asigurat un loc în primul 11 al celor de la Marseille. Cana și-a făcut debutul chiar împotriva fostului său club, PSG, marcând și un gol. După plecarea lui Habib Beye la Newcastle United în 2007, acesta a fost desemnat căpitan. El a recunoscut că evoluarea la Olympique de Marseille a fost unul din visurile copilăriei sale.

### Sunderland
După 9 sezoane petrecute în Franța, acesta a părăsit Hexagonul pentru a ajunge în Premier League, la Sunderland, pe 24 iulie 2009, pentru aproximativ 5 milioane de lire sterline, semnând un contract pe 4 ani cu englezii. Și aici a fost ales căpitan de către antrenorul Steve Bruce. Pe 15 august și-a făcut debutul în Premier League cu Bolton Wanderers, contribuind la victoria cu 1-0 a echipei sale. A fost primul albanez care a fost prezent în același timp și în echipa națională de fotbal a Albaniei, dar și la un club din Premier League.

### Galatasaray
Cana a ajuns în Turcia la Galatasaray pentru o sumă de aproximativ 4,5 milioane de euro, pe data de 8 iulie 2010, semnând un contract pe 4 ani în valoare de 2 milioane de euro sezonal plus bonusurile aparițiilor.

### Lazio
După un sezon slab al său, dar și al lui Galatasaray, acesta a semnat cu Lazio Roma pe data de 3 iulie 2011. Cana a marcat primul său gol într-o victorie a echipei sale cu 3-2 împotriva lui Lecce pe data de 10 decembrie 2011.

## Cariera internațională
Pe data de 11 iulie 2003 și-a făcut debutul la echipa națională de fotbal a Albaniei la doar 19 ani.

### Goluri internaționale
| 1.                                       | 17 august 2005 | Qemal Stafa Stadium, Tirana, Albania | Azerbaidjan | 2-1 | Victorie | Amical |
| Ultima oară modificat pe 2 ianuarie 2013 |                |                                      |             |     |          |        |

## Viața personală
Lorik este fiul lui Agim, fost fotbalist. Acesta și-a mutat familia în Kosovo dar, din cauza războaielor, a fost nevoit să se mute în Elveția la Lausanne, unde și-a petrecut 9 ani. Lorik vrea ca după retragere să urmeze o facultate de istorie în Albania.

## Premii

### Club
PSG
- Cupa Franței: 2004

Olympique de Marseille
- Cupa Franței: finalist: 2006, 2007

### Individual
- Fotbalistul albanez al anului (3): 2004, 2005, 2006
- Fotbalistul albanez preferat de fani al anului (1): 2009